# Constantia (Tochter Constantius’ II.)
Constantia (* 361/62; † Anfang 383) war die Tochter des römischen Kaisers Constantius II. und die spätere Frau Kaiser Gratians.
Constantia war die Tochter der Faustina, der dritten Frau Constantius’ II. Sie wurde erst nach dem Tod ihres Vaters am 3. November 361 geboren, das heißt entweder noch Ende 361 oder Anfang 362. 364–365 benutzte der Usurpator Procopius Constantia und ihre Mutter, um die Loyalität seiner Truppen sicherzustellen. Er hoffte, dass die Soldaten so an ihre Loyalität für Kaiser Constantius II. erinnert würden, da er seine Legitimation für das Kaisertum in seiner Zugehörigkeit zur konstantinischen Dynastie begründet sah. So zeigte er sich oft mit dem Kind Constantia auf dem Arm den Soldaten und nahm sie mit auf seinen Feldzug gegen Kaiser Valens, in dessen Verlauf er schließlich besiegt wurde.
Im Jahre 374, also im Alter von etwa 13 Jahren, sollte sie mit dem Caesar (Mitkaiser) Gratian in Augusta Treverorum (Trier) verheiratet werden. Dabei wäre sie auf dem Balkan fast bei einem unerwarteten Großangriff der germanischen Quaden und sarmatischen Jazygen getötet worden. Aus der oströmischen Hauptstadt Konstantinopel die Donau hinauf kommend, machte der Heiratstross in einer Villa publica mit dem Namen Pistrensis halt, um zu speisen, als die Eilmeldung vom Angriff eintraf. Ihren Begleitern unter der Führung von Messala, dem rector provinciae (Statthalter) der Provinz Pannonia Secunda, gelang es in letzter Minute, die nur 16 Meilen entfernte Provinzhauptstadt Sirmium zu erreichen.
Mit dem Heiratsschluss zwischen Constantia und Gratian verband sich die konstantinische mit der valentinianischen Dynastie. Da Gratian vor seinem Tod im August 383 ein zweites Mal heiratete, muss sie vor ihrem Mann verstorben sein. Im Jahr 380 muss sie jedoch noch am Leben gewesen sein, da sie in einem um diese Zeit abgefassten Werk des Johannes Chrysostomos erwähnt wird. Constantias Leichnam wurde auf den langen Weg zurück nach Konstantinopel geschickt. Dort traf er am 31. August 383 ein. Am 1. Dezember desselben Jahres wurde Constantia dort beerdigt. Es wird daher vermutet, dass sie Anfang 383 verstarb.